# Capital Punishment
Capital Punishment byla americká hudební skupina. Vznikla v roce 1979 a byla ovlivněna například kapelami Cabaret Voltaire, Throbbing Gristle či Brianem Enem. Jejími členy byli Ben Stiller, Kriss Roebling, Peter Swann a Peter Zusi. Své jediné album skupina vydala v roce 1982 pod názvem Roadkill (vydavatelství Variety Recording). Skupina se později rozpadla a Stiller, který v kapele hrál na bicí, se stal úspěšným hercem, zatímco Zusi se stal profesorem slovanské literatury. Jediné album kapely vyšlo v roce 2018 v reedici (vydavatelství Captured Tracks). V roce 2018 kapela také vydala nové extended play s názvem This Is Capital Punishment.